# Luigi Livi
Luigi Livi (San Michele al Fiume (een frazione van Mondavio), 30 juni 1957) is een Italiaans componist, muziekpedagoog, arrangeur, dirigent en pianist.

## Levensloop
Livi kreeg op 10-jarige leeftijd zijn eerste pianoles bij Mario Volpini en Igino Carboni. Hij studeerde aan het Conservatorio Statale di Musica "G. Rossini" Pesaro bij Celso Occelli (piano), Aurelio Samorì (compositie), Mario Perrucci (koormuziek en koorleiding) en Silvano Frontalini (HaFa-instrumentatie). Na het behalen van zijn diploma's werd hij muziekleraar (harmonie) aan de gemeentelijke muziekschool in Faenza (1983-1984). Verder was hij muziekleraar aan diverse lagere scholen in Mondavio (1979-1984). Hij was oprichter en coördinator van de gemeentelijke muziekschool "Alessandro Peroni" (1986-2002).
Hij heeft verder een project "Dalla parte dell'ascoltatore (Uit de zicht van de luisteraar)" opgericht en concertreeksen ervoor georganiseerd. Als pianist verzorgt hij recitals en begeleidt zangers en instrumentalisten.
In 1985 werd hij docent voor HaFa-instrumentatie aan het Conservatorio Statale di Musica "G. Rossini" Pesaro. Eveneens in 1985 werd hij dirigent van de Banda del Corpo della Guardia di Finanza. Verder was en is hij dirigent van verschillende banda's in de regio, zoals de Banda Musicale "Città di Acqualagna" (1983-1986), de Complesso Bandistico e Gruppo Folkloristico di Candelara (1998-2000), het kamerorkest van Senigallia (1988-1990), de Banda musicale di Conservatorio Statale di Musica "G. Rossini" Pesaro sinds 2001. Hij heeft ook samengewerkt met de tenor Enzo Cecchetelli en het koor "Mezio Agostini" di Fano opgericht. Livi is een veel gevraagd jurylid bij wedstrijden van de blaasmuziekfederaties. 
Hij heeft 4 - tevoren nog niet gepubliceerde - ouvertures (sinfonia da opere) van Gaetano Donizetti herzien (Gabriella di Vergy, Alina, Regina di Golconda, La follia di carnovale en Il falegname di Livonia) die door het Orkest van de RTBF Brussel onder leiding van Silvano Frontalini bij label Bongiovanni werden opgenomen. Als componist schreef hij een concert voor orkest, muziek voor harmonieorkest (Luz, marcia sinfonica (1982)), strijkers, houtblazers, kamermuziekensembles en voor orgel.